# Dariusz Olejniczak
Dariusz Olejniczak, pseud. Olej (ur. 3 kwietnia 1982, zm. 21 września 2005 w Sopocie) − polski rugbysta grający w III linii młyna, zawodnik Arki Gdynia, reprezentant kraju.
Zginął w wypadku drogowym, tracąc panowanie nad motorem i uderzając nim w drzewo.

## Sukcesy
- zdobycie Mistrzostwa Polski z Arką w 2004 i 2005 roku